# IBM CPC

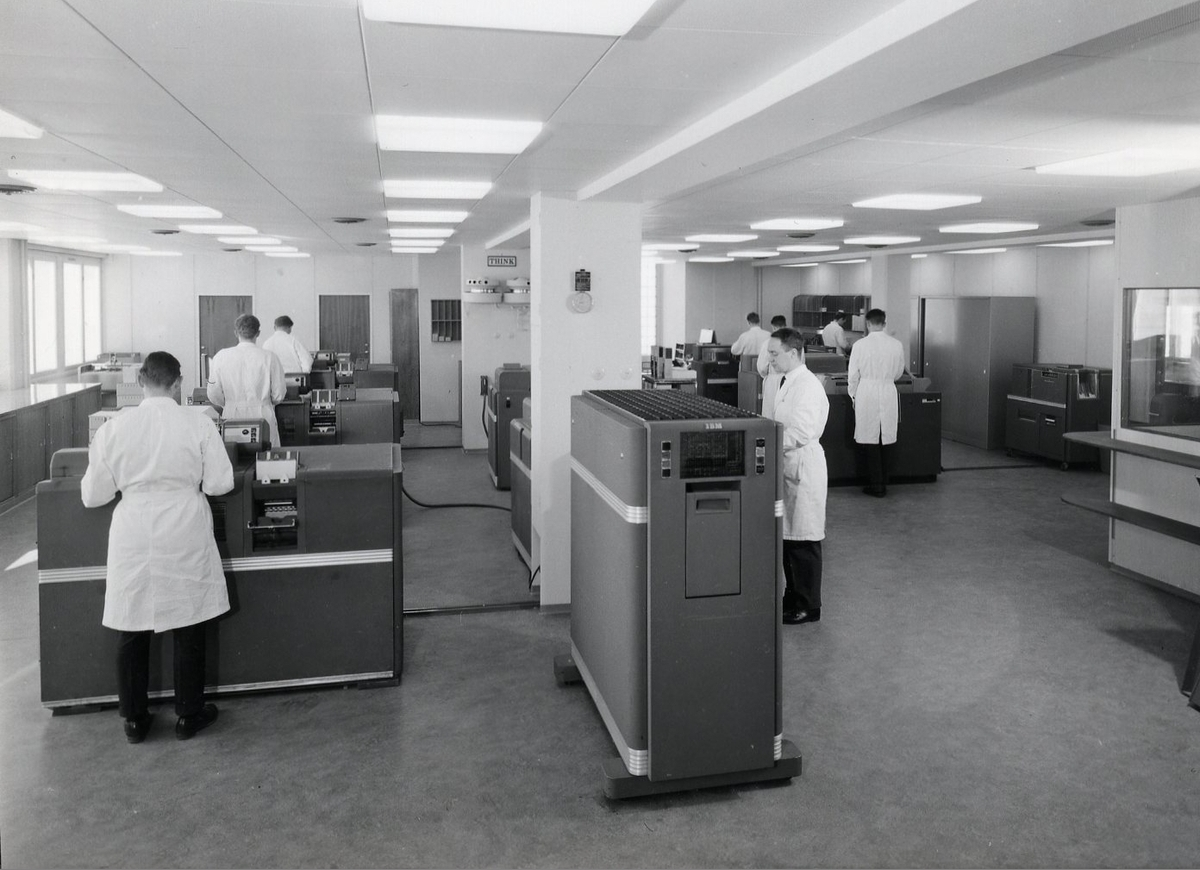
IBM CPC con IBM 604 en la oficina

La unidad IBM CPC “Card-Programmed Electronic Calculator” fue anunciada en 1949 como un computador programable, capaz de realizar cualquier secuencia predeterminada de operaciones aritméticas cifradas sobre tarjetas perforadas de 80 columnas. Era capaz también de seleccionar después de varias secuencias, operaciones ya realizadas, por lo que se podían almacenar operaciones para luego realizarlas. 
Todas las unidades de la CPC estaban conectadas mediante cables flexibles. Las unidades que componen la CPC normalmente eran las siguientes: 
- Una unidad IBM 604 (para la CPC) o una unidad IBM 605 (para la CPC II). Con esta unidad lo que se conseguía era poder leer y perforar las tarjetas electrónicas, ejecutar operaciones matemáticas de multiplicación y división, almacenar información en registros y contadores, además de controlar la CPC. Por lo que estamos hablando de la Unidad de Control de la calculadora.
- Una unidad IBM 412 o 418. Esta unidad era una procesadora aritmética. Era capaz de realizar operaciones aritméticas sencilla de sumas y restas, acumulando los datos.
- De forma opcional se podía encontrar una unidad IBM 941, que era una unidad secundaria de almacenamiento de datos.

## Historia
En un congreso de computación patrocinado por IBM en 1946 el profesor de la Universidad de Columbia(Nueva York) Wallace Eckert describió su sistema de laboratorio “Watson” de la siguiente manera: “Hemos conseguido experimentalmente conectar dos unidades. Una unidad es una máquina calculadora capaz de realizar operaciones aritméticas y la otra es una caja de control especial para esta máquina. El conjunto de estas dos máquinas funciona como una calculadora de secuencia con instrucciones sobre tarjetas perforadas”.
En 1948 IBM conectó una unidad de control (modelo 603) y una máquina calculadora (modelo 405) donde la secuencia de operación estaba controlada por un juego de tarjetas. Estas tarjetas contenían dígitos en perforaciones con selectores de recolección para pedir las transferencias requeridas, etc.
Ante las expectativas que creó, en 1949 IBM decidió sacar una versión comercial combinando una controladora por tarjetas IBM 604, la calculadora modelo IBM 402 y una memoria externa. Esta unidad era capaz de leer hasta 150 tarjetas por minuto y guardar en su memoria hasta 1016 números con signo. Así apareció en el mercado la CPC (Card Programmer Calculador). Se vendieron 2500 Unidades. 
En 1954 se decidió mejorar la máquina CPC cambiando la calculadora por un modelo más avanzado (412, 418, 407), de esta manera apareció la CPC-II.
El CPC podía ejecutar programas más grandes que los modelos de calculadoras 604 o 605 por sí mismo teniéndolos guardados en las tarjetas perforadas. De hecho no había ningún límite en la longitud del programa. El CPC no era, sin embargo, un ordenador de programa almacenado, como los modelos 650 o 701. Era más bien "una calculadora para que fuera programada directamente", esto significaba que las instrucciones eran ejecutadas directamente de las tarjetas. Era posible, sin embargo, almacenar hasta 10 instrucciones en la memoria y ejecutarlas repetidamente.